# Timmy geht zur Schule
Timmy geht zur Schule (Originaltitel: Timothy Goes To School) ist eine US-amerikanisch-kanadische Zeichentrickserie. Sie beruht auf Büchern von Rosemary Wells. Die Serie besteht aus zwei Staffeln.

## Handlung
Im Mittelpunkt der Handlung stehen der kleine Waschbär Timmy und seine Klassenkameraden, die in die Krümelschule gehen. Thematisiert wird dabei vor allem das soziale Verhalten innerhalb der Vorschulklasse. Weitere Figuren sind die Klassenlehrerin Frau Jenning, ihre Assistentin Frau Stachelbeere und Heinrich, der Hausmeister.

## Charaktere

### Schüler
- Timmy ist ein Waschbär und der Hauptcharakter der Serie. Die einzelnen Episoden werden meistens aus seiner Sicht gezeigt, allerdings steht er nicht in jeder Episode im Mittelpunkt. Timmy ist ein freundlicher Charakter und schließt schnell Freundschaften mit den anderen Schülern. Doris kennt er noch aus Kindergartenzeiten, scheint sie aber anfangs nicht zu mögen. Er hat ein blau-weiß gestreiftes T-Shirt an.
- Yoko ist eine Katze aus Japan. Im Klassenverbund ist sie eher ruhig, aber auch liebenswert wie Timmy. Die beiden freunden sich schnell an. Yoko pflegt ihre Tradition, die von den anderen aber weniger verstanden wird. Sie trägt ein gelbes Kleid mit einer roten Jacke darüber.
- Charlie ist eine graue Maus und der kleinste Schüler der Klasse. Er ist sehr schüchtern und zurückhaltend. Er ist meistens in einer Jeanslatzhose zu sehen und hat ein rotes T-Shirt an.
- Nora ist wie Charlie eine Maus, nur eher dunkelbraun und von der Persönlichkeit grundverschieden. Sie ist aufgeweckt, mutig und sehr sensibel. Sie trägt ein lila Kleid.
- Lilly ist ein Rotfuchs und sehr vergesslich. Auffallend selten kommt sie in den Episoden vor. Sie versteht sich sehr gut mit Fritz. Sie hat ein Haustier, einen Fisch. Sie kleidet sich in einem orangen T-Shirt, einem grünen Rock und roten Tennisschuhen.
- Fritz ist ein Dachs und mit Abstand der intelligenteste aus der Klasse, allerdings neigt er zur Tollpatschigkeit. Er ist sehr eng mit Lilly und Timmy befreundet und verlässt in einer Episode die Klasse, da er umzieht. Später zieht er allerdings wieder zurück in die Stadt. Er kleidet sich mit einem gelben Hemd.
- Grace ist eine orange Katze. Sie interessiert sich für Musik und Tanzen.
- Claas ist wie Timmy ein Waschbär, allerdings größer. Er wiederholt die Klasse und ist deshalb der Älteste. Als Wiederholer weiß er, wie das Schulleben abläuft und spielt sich als ziemlich wichtig auf. Auch ärgert er Timmy an den ersten Tagen, da dieser, laut Claas, falsch angezogen sei. Claas ist meistens in einem dunkelgrünen Poloshirt zu sehen.
- Willi und Wolli sind Zwillingsbrüder und Französische Bulldoggen. Sie sind sehr sportlich und hängen immer gemeinsam rum. Da sie im Original beide Frank heißen, haben sie Nummern auf den T-Shirts.
- Doris ist ein Biber. Sie ist in einem pinken Kleid gekleidet und hat eine fast gleichfarbige Schleife auf dem Kopf. Sie ist die größte aus der Klasse und hat noch drei Brüder. Wie diese ist sie eine begeisterte Fußballspielerin. Timmy kennt sie seit dem Kindergarten.
- Juanita ist eine schwarze Katze aus Mexiko. Sie kommt nur in der letzten Episode vor.

### Erwachsene
Neben der Eltern der Schüler sind folgende Erwachsene für die Serie bedeutend:
- Frau Jenning, geb. Abercrombie, ist eine Fuchsdame und die Klassenlehrerin. Sie spielt Piano und liebt es Vögel zu beobachten. Sie ist Brillenträgerin und hat einen violetten Rock an und darüber ein grünes Sakko.
- Frau Stachelbeere ist die Assistentin von Frau Jenning und ein Dachs.
- Heinrich ist ein Biber und der Hausmeister der Schule, daneben holt er die Kinder morgens mit dem Bus ab und bringt sie mittags zurück nach Hause.